# KamAZ-55111
Der KamAZ-55111 (russisch КамАЗ-55111) ist ein Lastwagen aus der Produktion des russischen KAMAZ-Werks in Nabereschnyje Tschelny. Das Fahrzeug war der zweite Standardkipper des Herstellers und wurde von 1988 bis 2012 in Serie gebaut. Mit dem KamAZ-5511 existiert ein sehr ähnlicher Vorgänger.

## Fahrzeuggeschichte

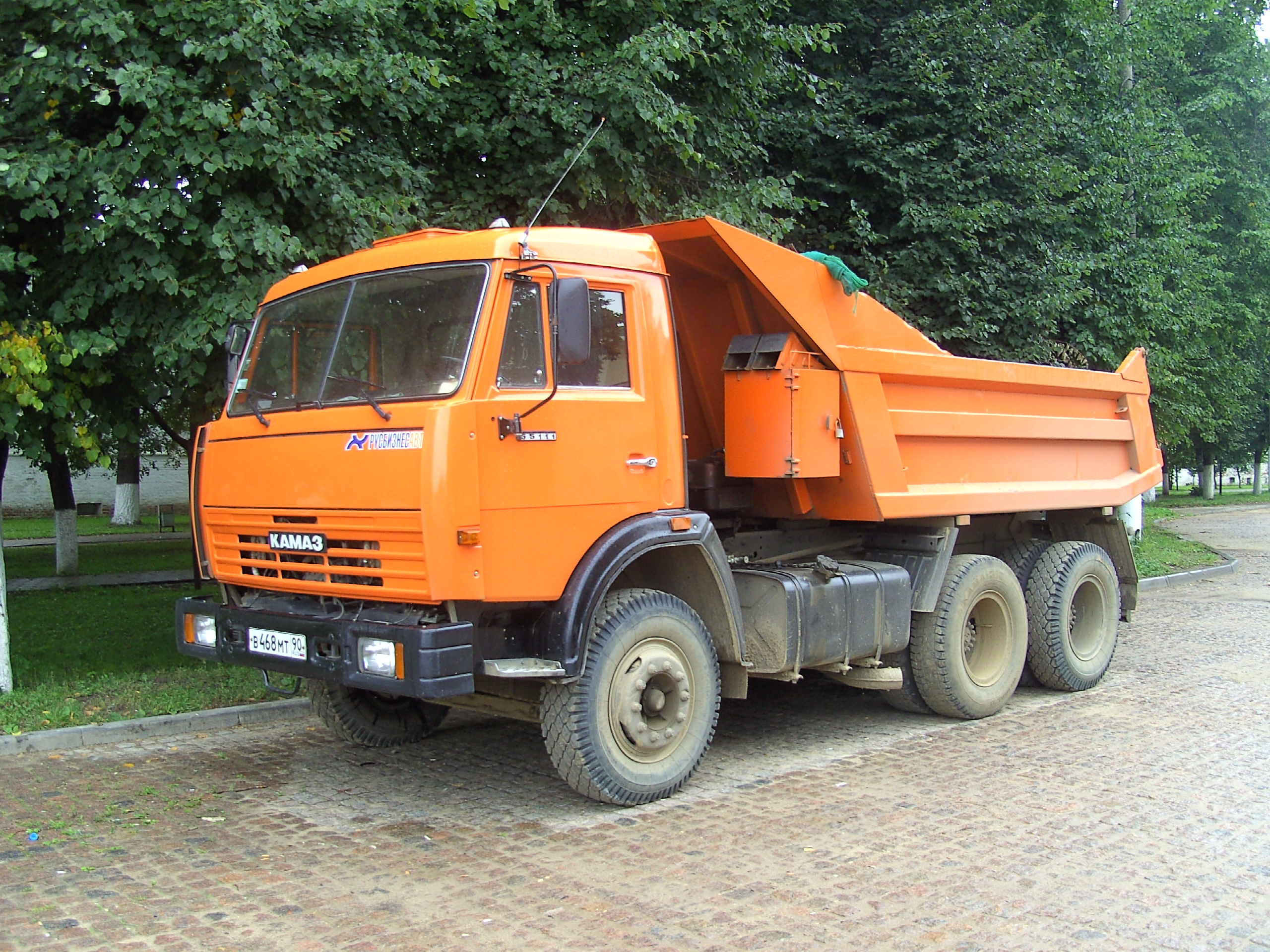
KamAZ-55111 in Sergijew Possad, mit überarbeiteter Kabine (2007)

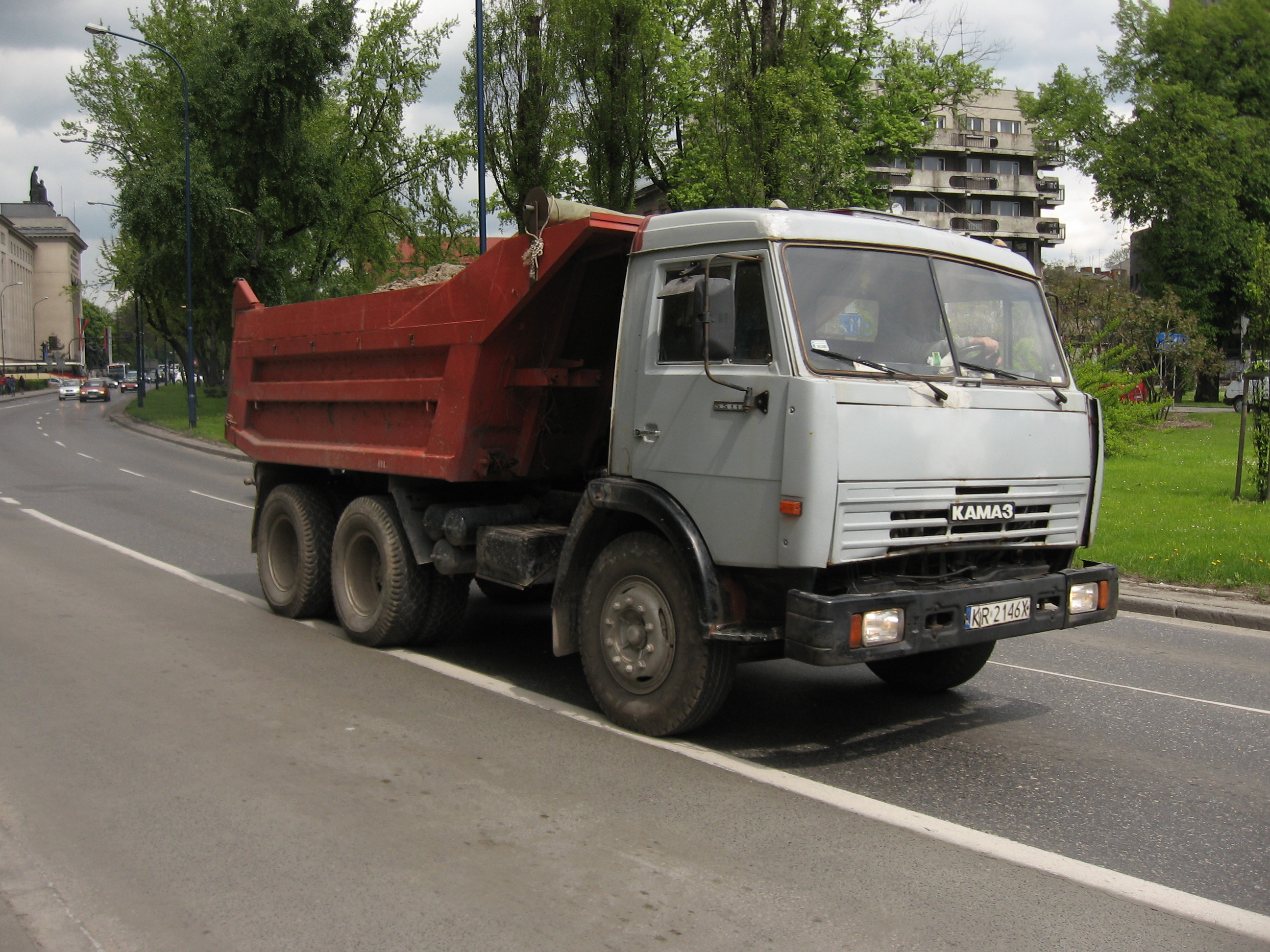
KamAZ-55111 in Krakau, ebenfalls mit überarbeiteter Kabine (2011)

Im Jahr 1988 begann die Fertigung des Lastwagens als Nachfolgers des KamAZ-5511. Wesentliche Unterschiede waren die Motorisierung von zunächst 220 PS (162 kW) sowie die erhöhte Nutzlast von nunmehr 13 Tonnen. Frühe Modelle wurden noch mit der älteren Fahrerkabine des KamAZ-5511 ausgeliefert, später wurde insbesondere Lampen und der Kühlergrill überarbeitet und letzterer in Wagenfarbe lackiert.
Von den Fahrzeugen wurden verschiedene Ausführungen gefertigt, alle jedoch als Hinterkipper mit den gleichen technischen Grunddaten. Insbesondere wurden aber Modelle für tropische Regionen gebaut, ebenso gab es eine Ausführung, die bis −50 °C betriebsfähig ist. Für die Motorwartung lässt sich die Kabine bei allen Modellen nach vorne klappen.
In späteren Produktionsjahren wurde der Dieselmotor überarbeitet, sodass er nun 240 PS statt wie zuvor 220 PS lieferte. Die Fertigung lief bis 2012. Seit 1995 wird mit dem KamAZ-65115 ein Nachfolger gebaut. Außerdem fertigt KAMAZ weiter schwere dreiachsige Baukipper, zum Beispiel den KamAZ-6520, die über sehr ähnliche technische Kenndaten verfügen.
Seit 2003 wird mit dem KamAZ-65111 eine überarbeitete Fahrzeugversion mit Allradantrieb angeboten.

## Technische Daten
Die hier aufgeführten Daten gelten für Fahrzeuge vom Typ KamAZ-55111.
- Motor: Viertakt-V8-Dieselmotor
- Motortyp: KamAZ-740
- Leistung: 220–240 PS (162–176 kW)
- maximales Drehmoment: 667 Nm
- Hubraum: 10.850 cm³
- Bohrung: 120 mm
- Hub: 120 mm
- Tankinhalt: 175 l
- Verbrauch: 29 l/100 km bei 60 km/h, 39 l/100 km bei 80 km/h
- Getriebe: manuelles Fünf-Gang-Schaltgetriebe, zweistufige Geländeuntersetzung
- Höchstgeschwindigkeit: 90 km/h
- Maximal befahrbare Steigung: 25 %
- Maximaler Kippwinkel der Ladefläche: 60°
- Abkippzeit: 19 s
- Antriebsformel: 6×4

Abmessungen und Gewichte
- Länge: 6580 mm
- Breite: 2500 mm
- Höhe: 2640 mm
- Radstand: 2840 + 1320 mm
- Spurweite vorne: 2019 mm
- Spurweite hinten: 1870 mm
- Bodenfreiheit: 290 mm
- Wendekreis: 18 m
- Leergewicht: 9050 kg
- zulässiges Gesamtgewicht: 22.200 kg
- Zuladung: 13.000 kg
- Reifengröße: 10,00-20" 12PR